# Lopeño
Lopeño es un lugar designado por el censo ubicado en el condado de Zapata en el estado estadounidense de Texas. En el Censo de 2010 tenía una población de 174 habitantes y una densidad poblacional de 82,23 personas por km².

## Geografía
Lopeño se encuentra ubicado en las coordenadas 26°42′43″N 99°6′4″O / 26.71194, -99.10111. Según la Oficina del Censo de los Estados Unidos, Lopeño tiene una superficie total de 2.12 km², de la cual 2.12 km² corresponden a tierra firme y (0%) 0 km² es agua.

## Demografía
Según el censo de 2010, había 174 personas residiendo en Lopeño. La densidad de población era de 82,23 hab./km². De los 174 habitantes, Lopeño estaba compuesto por el 94.25% blancos, el 0.57% eran afroamericanos, el 0% eran amerindios, el 0% eran asiáticos, el 0% eran isleños del Pacífico, el 5.17% eran de otras razas y el 0% pertenecían a dos o más razas. Del total de la población el 98.28% eran hispanos o latinos de cualquier raza.